# Anne Baxter
Anne Baxter (n. 7 mai 1923, Michigan City⁠(d), Indiana, SUA – d. 12 decembrie 1985, New York City, New York, SUA) a fost o actriță americană de film.

## Filmografie
- 1940 20 Mule Team
- 1940 The Great Profile
- 1941 Charley's Aunt
- 1941 Swamp Water
- 1942 Flautistul (The Pied Piper), regia Irving Pichel
- 1942 The Magnificent Ambersons
- 1943 Crash Dive
- 1943 Cinci morminte până la Cairo (Five Graves to Cairo), regia Billy Wilder
- 1943 Steaua Nordului (The North Star), regia Lewis Milestone
- 1944 Fighting Sullivans
- 1944 The Eve of St. Mark
- 1944 Sunday Dinner for a Solider
- 1944 Guest in the House
- 1944 The Purple Heart
- 1945 A Royal Scandal
- 1946 Smoky
- 1946 Evadat din infern (Angel on My Shoulder), regia Archie Mayo
- 1946 Pe muchie de cuțit (The Razor's Edge), regia Edmund Goulding
- 1947 Blaze of Noon
- 1947 Mother Wore Tights
- 1948 Homecoming
- 1948 The Walls of Jericho
- 1948 The Luck of the Irish
- 1948 Yellow Sky
- 1949 You're My Everything
- 1950 A Ticket to Tomahawk
- 1950 Totul despre Eva (All About Eve), regia Joseph L. Mankiewicz
- 1951 Follow the Sun
- 1952 The Ouycasts of Poker Flat
- 1952 Casă plină (O. Henry's Full House), regia Henry Koster, Henry Hathaway, Jean Negulesco, Howard Hawks și Henry King
- 1953 Mărturisire (I Confess), regia Alfred Hitchcock
- 1953 The Blue Gardenia
- 1954 Carnival Story
- 1955 Bedevilled (Bedevilled), regia Mitchell Leisen
- 1955 One Desire
- 1955 The Spoilers
- 1956 The Come On
- 1956 Cele zece porunci (The Ten Commandments), regia Cecil B. DeMille
- 1957 Thee Violent People
- 1958 Chase a Crooked Shadow
- 1959 Summer of the Seventeeth Doll
- 1960 Cimarron, regia Anthony Mann
- 1962 Mix Me a Person
- 1962 Walk on the Wild Side
- 1965 Bijuterii de familie (The Family Jewels), regia Jerry Lewis
- 1966 Seven Vengeful Women
- 1967 The Busy Body
- 1971 Fools' Parade
- 1971 The Late Liz
- 1980 Jane Austen in Manhattan